# Potamogeton polygonifolius
Potamogeton polygonifolius — вид квіткових рослин родини рдесникових (Potamogetonaceae). Ареал: Європа, Азія, Африка (Алжир, Андорра, Австрія, Бельгія, Данія, Естонія, Фінляндія, Франція, Німеччина, Греція, Індія (Ассам), Італія (у т. ч. Сицилія), Латвія, Литва, Люксембург, Мальта, Монако, Марокко, Нідерланди, Північна Македонія, Норвегія, Польща, Португалія (у т. ч. Азорські острови, Мадейра), Іспанія, Швеція, Швейцарія, Туніс, Велика Британія).

## Середовище
Вид росте в кислих і нейтральних водах ставків, озер і іноді струмків.
Вид зустрічається як у вигляді наземних рослин у просочуваннях і вологих мохах, так і у вигляді водних форм і дуже різноманітний. Зокрема, наземні форми може бути дуже важко ідентифікувати. Швидше за все, його можна сплутати з P. natans.

## Морфологічна характеристика

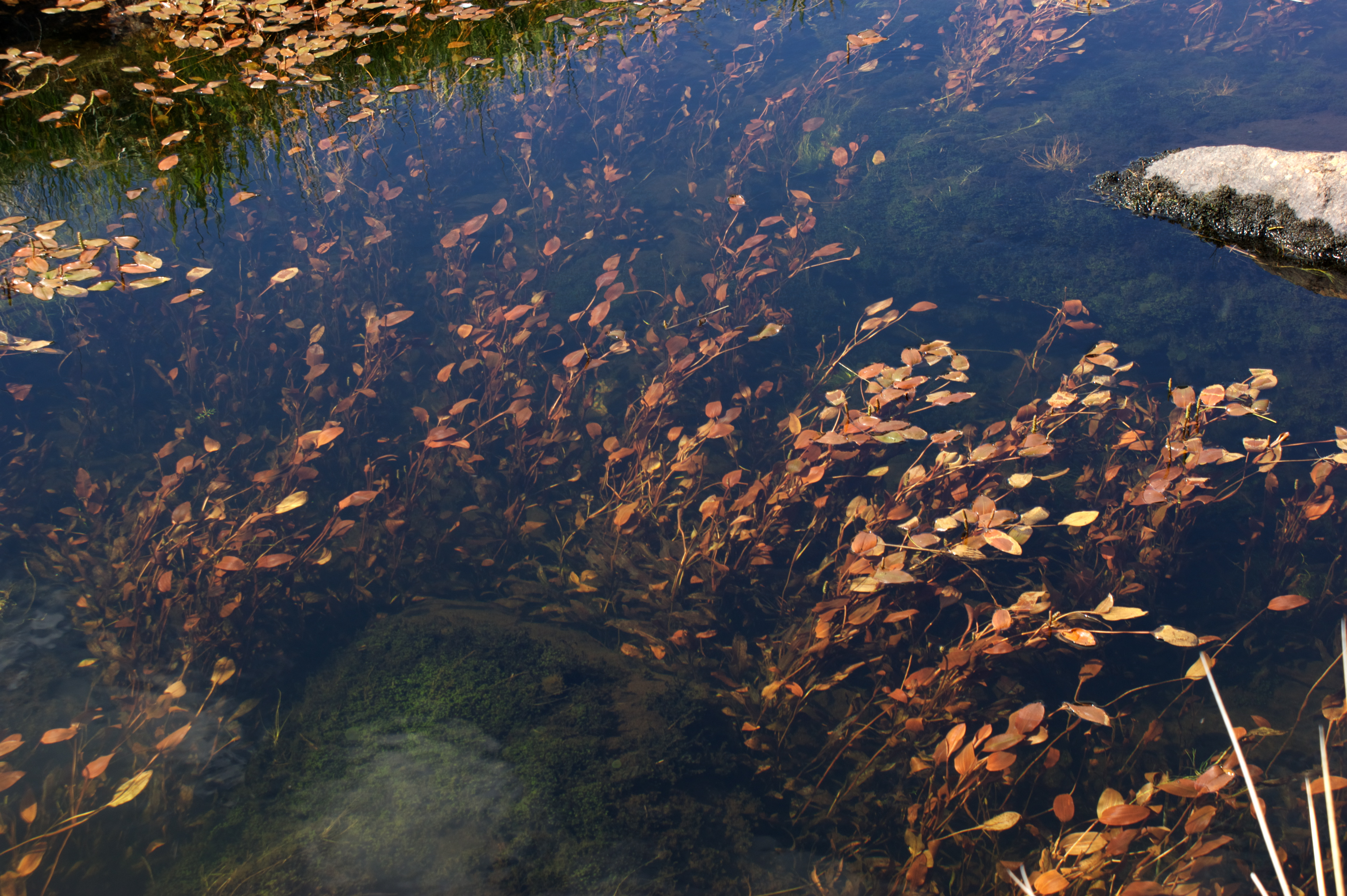

Це багаторічна рослина, що виростає з повзучих кореневищ. Стебла до 0.7 метра завдовжки, товсті, нерозгалужені. Занурене листя довге (60–160 мм) і досить вузьке (2,5–24 мм), ніжне і напівпрозоре з довгими (14–80 мм) черешками, має тенденцію до розпаду на початку сезону, як правило, коли з'являються плавучі листки. Плаваючі листки непрозорі, 40–105 × 15–70 мм, зазвичай коричневого або темно-зеленого кольору з рожевим відтінком у молодому віці, з малопомітними вторинними жилками. Туріонів немає.
Суцвіття довжиною до 42 мм утворюють численні дрібні зеленуваті квітки. Плоди 1,9–2,6 × 1,4–1,9 мм, більші за P. coloratus, але менші за P. natans.